# Schlossrued
Schlossrued es una comuna suiza del cantón de Argovia, situada en el distrito de Kulm. Limita al norte con la comuna de Unterkulm, al este con Oberkulm, al sureste con Schmiedrued, al sur con Kirchleerau, al oeste con Staffelbach, y al noroeste con Schöftland.